# Parque nacional Insurgente José María Morelos

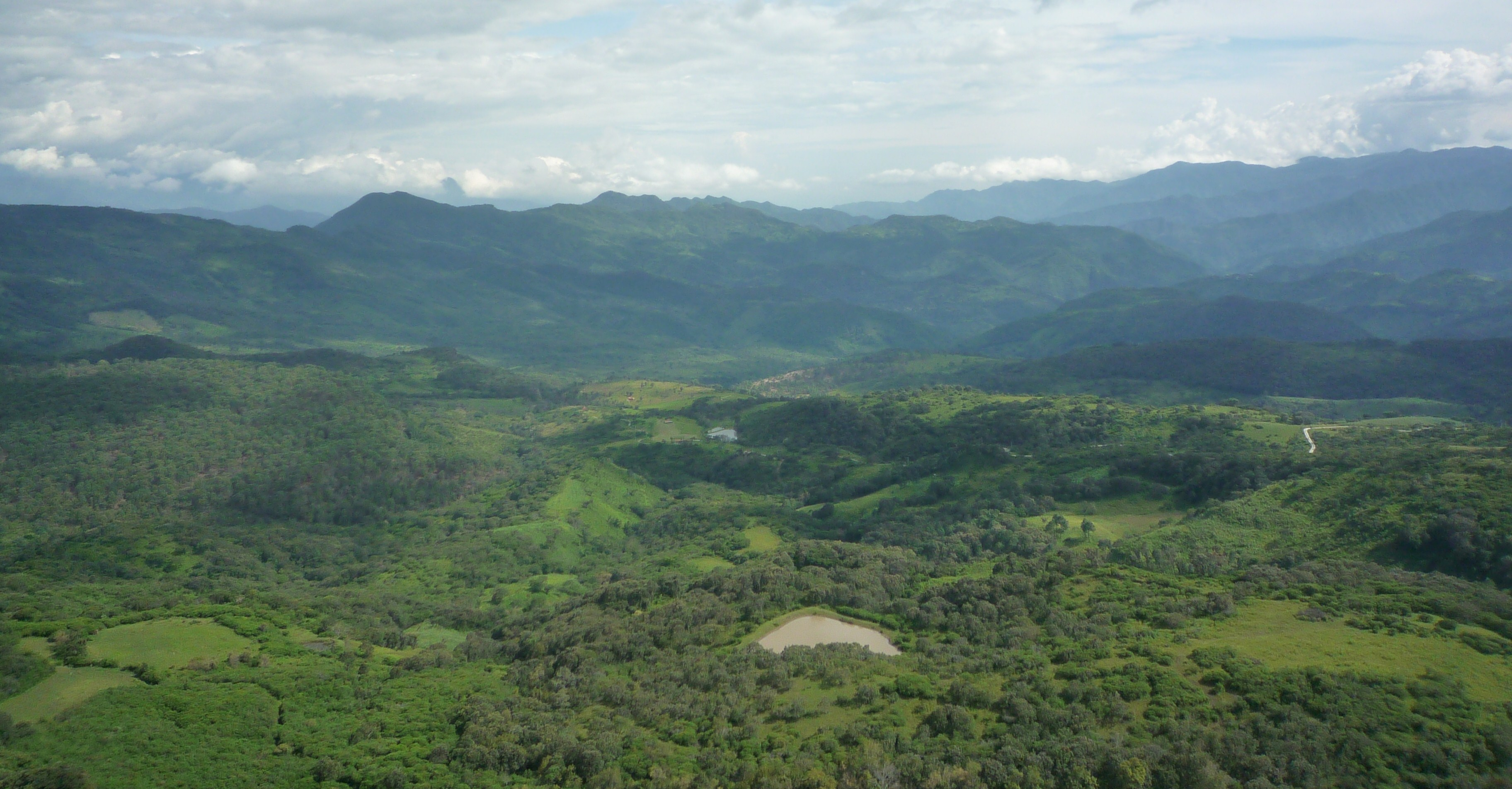
Vista aérea del Parque Nacional.

El Parque Nacional Insurgente José María Morelos es un área natural protegida de sierra de bosque de pino y encino localizada al sur del municipio de Charo, Michoacán. El área fue decretada parque nacional desde 1939 por el presidente de México Lázaro Cárdenas del Río. En el kilómetro 23 de la carretera Federal n.º 15 conocida como carretera Morelia-Mil Cumbres se encuentra una área abierta al público el cual es un rústico parque ecoturístico donde se practica el campismo, senderismo y cabalgata. Así mismo en la región se ubican algunas cabañas campestres de hospedaje entre otros atractivos.

## Biodiversidad
De acuerdo al Sistema Nacional de Información sobre Biodiversidad de la Comisión Nacional para el Conocimiento y Uso de la Biodiversidad (CONABIO) en el Parque Nacional Insurgente José María Morelos habitan más de 760 especies de plantas y animales de las cuales 42 se encuentra dentro de alguna categoría de riesgo de la Norma Oficial Mexicana NOM-059  y 12 son exóticas.